# 대추격
대추격은 1973년 공개된 대한민국의 영화이다.

## 배역
- 신성일
- 진도희
- 윤양하